# Abdelatif Baka
Abdelatif Baka (7 de mayo de 1994) es un deportista argelino que compite en atletismo adaptado. Ganó dos medallas en los Juegos Paralímpicos de Verano, oro en Londres 2012 y oro en Río de Janeiro 2016.

## Palmarés internacional
| Juegos Paralímpicos | Juegos Paralímpicos   | Juegos Paralímpicos | Juegos Paralímpicos |
| Año                 | Lugar                 | Medalla             | Prueba              |
| ------------------- | --------------------- | ------------------- | ------------------- |
| 2012                | Londres (Reino Unido) | Medalla de oro      | 800 m T13           |
| 2012                | Londres (Reino Unido) | Medalla de oro      | 1500 m T13          |